# Maryland Cycling Classic 2022
1. ročník jednodenního cyklistického závodu Maryland Cycling Classic (oficiálně Maryland Cycling Classic, presented by UnitedHealthcare) se konal 4. září 2022 v americkém státě Maryland. Vítězem se stal Belgičan Sep Vanmarcke z týmu Israel–Premier Tech. Na druhém a třetím místě se umístili Kanaďan Nickolas Zukowsky (Human Powered Health) a Američan Neilson Powless (EF Education–EasyPost). Závod byl součástí UCI ProSeries 2022 na úrovni 1.Pro.

## Týmy
Závodu se zúčastnilo 4 z 18 UCI WorldTeamů, 2 UCI ProTeamy, 9 UCI Continental týmů a americký národní tým. Každý tým přijel se sedmi závodníky kromě týmů ProTouch, Panamá es Cultura y Valores a Hagens Berman Axeon s šesti jezdci. Samuel Mugisha (ProTouch) neodstartoval, na start se tak postavilo 108 jezdců. Do cíle v Baltimore dojelo 46 z nich, dalších 42 závodníků pak dojelo mimo časový limit.
UCI WorldTeamy
- Team BikeExchange–Jayco
- EF Education–EasyPost
- Israel–Premier Tech
- Trek–Segafredo

UCI ProTeamy
- Human Powered Health
- Team Novo Nordisk

UCI Continental týmy
- Team Corratec
- EvoPro Racing
- Hagens Berman Axeon
- L39ION of Los Angeles
- Team Medellín–EPM
- Panamá es Cultura y Valores
- ProTouch
- Team Skyline
- Toronto Hustle

Národní týmy
- Spojené státy

## Výsledky
| Pořadí | Jezdec                    | Tým                     | Čas        |
| ------ | ------------------------- | ----------------------- | ---------- |
| 1      | Sep Vanmarcke (BEL)       | Israel–Premier Tech     | 4h 34' 45" |
| 2      | Nickolas Zukowsky (CAN)   | Human Powered Health    | + 0"       |
| 3      | Neilson Powless (USA)     | EF Education–EasyPost   | + 0"       |
| 4      | Toms Skujiņš (LAT)        | Trek–Segafredo          | + 1"       |
| 5      | Andrea Piccolo (ITA)      | EF Education–EasyPost   | + 5"       |
| 6      | Magnus Cort Nielsen (DEN) | EF Education–EasyPost   | + 1' 06"   |
| 7      | Jenthe Biermans (BEL)     | Israel–Premier Tech     | + 1' 06"   |
| 8      | Quinn Simmons (USA)       | Trek–Segafredo          | + 1' 11"   |
| 9      | Alexandre Balmer (SUI)    | Team BikeExchange–Jayco | + 1' 11"   |
| 10     | Róbigzon Oyola (COL)      | Team Medellín–EPM       | + 1' 11"   |